# Silverio Cavazos

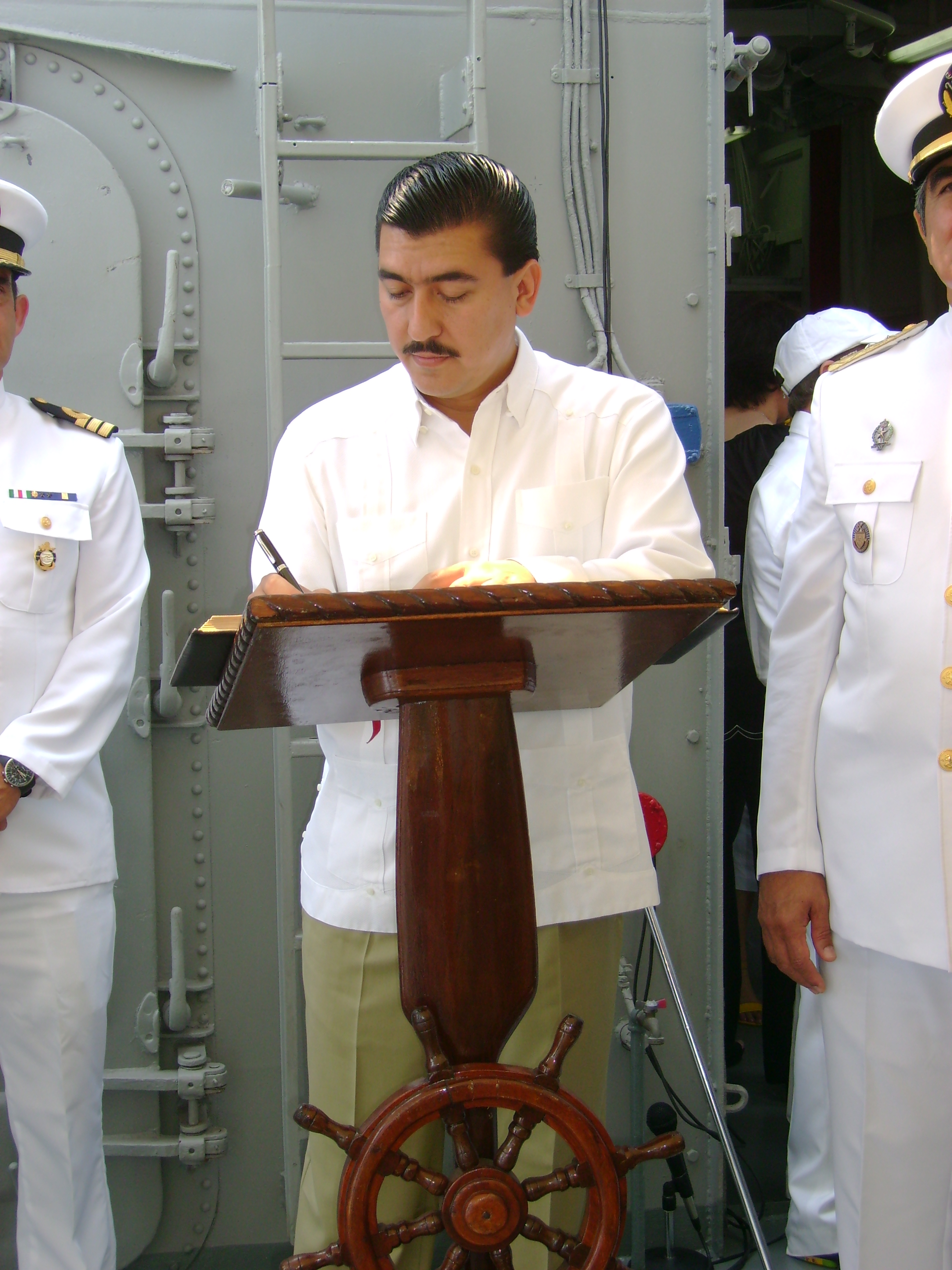
Silverio Cavazos

Jesús Silverio Cavazos Ceballos (Tecomán, 15 december 1967 - Colima, 21 november 2010) was een Mexicaans politicus van de Institutioneel Revolutionaire Partij (PRI).
Cavazos studeerde recht aan de Universiteit van Colima, sloot zich in 1986 aan bij de PRI en werd voorzitter van de partij in Colima. Na het overlijden van Gustavo Vázquez bij een vliegtuigongeluk in 2005 werden er buitengewone gouverneursverkiezingen uitgeschreven waarin hij met een krappe marge Loncho Morán Sánchez wist te verslaan. Daar Cavazos was gekozen om de termijn van Vázquez vol te maken, was hij slechts vier jaar gouverneur in plaats van de gebruikelijke zes jaar.
Op zondag 21 november 2010 werd hij bij zijn huis in Colima-stad door meerdere mannen onder vuur genomen; later in het ziekenhuis werd zijn dood vastgesteld.